# Le Miroir magique (film, 1908)
Pour les articles homonymes, voir Le Miroir magique (homonymie).
Pour plus de détails, voir Fiche technique et Distribution.
Le Miroir magique est un film muet français réalisé par Segundo de Chomón, sorti en 1908. Julienne Mathieu en est l'interprète principale.

## Synopsis
Devant sa coiffeuse, une camériste se sert d'un vaporisateur à poire pour projeter un liquide magique sur son miroir. Un reflet de femme y apparait, puis un autre, et ainsi de suite quatre fois… Elle fait de même avec les bijoux de sa cassette.

## Fiche technique
- Titre original : Le Miroir magique
- Titre anglais: The Magic Mirror
- Réalisation : Segundo de Chomón
- Société de production : Pathé Frères
- Genre : Film de fantasy
- Pays d'origine :  France
- Durée : 2 min

## Distribution
- Julienne Mathieu : la magicienne
- Quatre danseuses

## À noter
- Julienne Mathieu est annoncée comme « Mlle Suzanna » dans le générique: c'était son nom de comédienne avant de faire du cinéma.
- L'actrice Julienne Mathieu est mise en scène comme la maitresse de cérémonie, contrairement aux artistes de son temps, Méliès et Blackton par exemple[1].
- Le film est distribué en bobines Pathé-Baby.